# عطف الزبانية (حجر الصيعر)

تعديل مصدري - تعديل

عطف الزبانية هي إحدى قرى عزلة حجر الصيعر بمديرية حجر الصيعر التابعة لمحافظة حضرموت، بلغ تعداد سكانها 86 نسمة حسب تعداد اليمن لعام 2004.